# Adesmus colligatus
Adesmus colligatus là một loài bọ cánh cứng trong họ Cerambycidae.